# Kam čert nemůže
Kam čert nemůže je česká rodinná filmová komedie z roku 1959 režiséra Zdeňka Podskalského s Miroslavem Horníčkem a Janou Hlaváčovou v hlavní roli. Ve své době velmi známá, populární a divácky dodnes velmi vděčná komedie rozehrává jemnou a humornou formou prvky tajemna, mystična a náznaky nadpřirozeného světa.

## Děj
Přepracovaný lékař a vědec (Miroslav Horníček), který bydlí ve Faustově domě na Karlově náměstí v Praze a jemuž přátelé proto také přezdívají „Faust“, dokončuje své poslední vědecké dílo. Když tu náhle se mu začne zjevovat na různých místech krásná dívka „Mefistofela“ (Jana Hlaváčová), kterou on považuje za možné přízraky počínající duševní choroby (schizofrenie). Dívka, která je ve skutečnosti průvodkyně Čedoku, vědce unese na starobylý hrad ve své rodné obci, aby jej donutila přijít na jiné myšlenky a představila jej coby svého vyvoleného svému otci (Vlastimil Brodský), který zde pracuje jako hradní kastelán a průvodce turistů. Nakonec se vše vysvětlí a příběh končí happyendem v podobě svatby obou hlavních postav.

## Hrají
- Miroslav Horníček – MUDr. RNDr. František Průcha alias doktor „Faust“
- Jana Hlaváčová – tajemná „čertice Mefistofela“, jinak průvodkyně Čedoku
- Rudolf Hrušínský starší – lékař-psychiatr doktor Vágner, Františkův kamarád
- Vlastimil Brodský – František Borovička, dívčin otec, kastelán na hradu
- Jiří Sovák – Josef Hátl, předseda místního JZD a MNV
- Bohumil Bezouška – řidič vozu Renault 4CV, televizní technik
- Darja Hajská – pracovnice ve slepičárně JZD
- Jarmila Smejkalová – lékařka Marie Špačková, Františkova kolegyně
- Věra Budilová – zdravotní sestra Marta
- Nina Popelíková – zdravotní sestra Běla ve Františkově ordinaci